# Henry Ventura
Pour les articles homonymes, voir Ventura.
Henry Ventura Moreno est un médecin, chirurgien et homme politique vénézuélien, né le 23 avril 1965 dans l'État de Falcón et mort à Caracas le 1er mai 2021. Deux fois député à l'Assemblée nationale du Venezuela pour l'État de Falcón, en 2015 puis la deuxième fois entre décembre 2020 et sa mort, et militant au Parti socialiste unifié du Venezuela (PSUV), il a été ministre vénézuélien de la Santé entre 2015 et 2016.

## Biographie
En mai 2021, le député Carlos Sierra annonce qu'Henry Ventura est décédé le 1er mai 2021, de complications liées à la maladie à Covid-19, alors qu'il était hospitalisé à Caracas.

### Carrière politique
En 2015, il est, pour la première fois, élu député à l'Assemblée nationale du Venezuela pour l'État de Falcón.
Il est nommé ministre vénézuélienne de la Santé le 16 avril 2015. Il est remplacé en janvier de l'année suivante par sa consœur Luisana Melo. Le 17 octobre 2017, il est nommé président de Farmaparia, une entreprise d'État créée pour la distribution de produits pharmaceutiques, entreprise toutefois dénoncée pour des affaires de corruption.
Le 6 décembre 2020, il est élu député à l'Assemblée nationale du Venezuela pour l'État de Falcón.